# واتر فان پلت
واتر فان پلت (انگلیسی: Wouter van Pelt؛ زادهٔ ۲۳ آوریل ۱۹۶۸) بازیکن هاکی روی چمن اهل هلند بود.